# Ajas (syn Ojleusa)

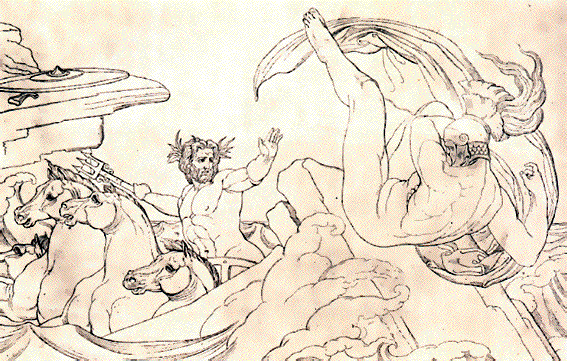
Posejdon zabijający Ajasa

Ajas (także Ajaks, zw. Małym, gr. Αἴας Aías, łac. Aiax) – uczestnik wojny trojańskiej w mitologii greckiej. 
Uchodził za syna Ojleusa (króla Lokrów) i jego żony, Eriopis (lub Alkimache). Był jednym z zalotników Heleny.  
W noc upadku Troi dopuścił się świętokradztwa, uprowadzając (i wedle innych podań także gwałcąc) Kasandrę, szukającą schronienia u stóp posągu Ateny. Za radą Odyseusza Achajowie chcieli ukamienować świętokradcę, lecz zdążył on uciec.
Po odpłynięciu Ajasa z Troi zagniewana Atena raziła piorunem jego okręt. Ajas ocalał uczepiony skały morskiej, ale gdy zaczął urągać bogini, Posejdon rozbił skałę trójzębem i Ajas utonął. Jego ciało zostało wyrzucone na brzeg wyspy Mykonos, gdzie pogrzebała je Tetyda. 
Świętokradczy czyn Ajasa popełniony w Troi spowodował zesłanie przez Atenę zarazy na Lokrów. Znękani chorobą mieszkańcy zwrócili się o pomoc do wyroczni, która zaleciła przebłaganie Ateny przez wysyłanie do Troi w ciągu tysiąca lat dwu dziewcząt-błagalnic. Zwyczaj ten był praktykowany aż do końca wojny fokidzkiej (357–346 p.n.e.)